# Mount Bistre, Antarktis
Mount Bistre är ett berg i Antarktis. Det ligger i Västantarktis. Argentina, Chile och Storbritannien gör anspråk på området. Toppen på Mount Bistre är 1 683 meter över havet, eller 88 meter över den omgivande terrängen. Bredden vid basen är 1,2 km.
Terrängen runt Mount Bistre är kuperad österut, men västerut är den bergig. Trakten är obefolkad. Det finns inga samhällen i närheten.